# 沈克勤
沈克勤（1921年—2020年9月9日），字敬庸，安徽合肥人，中央政治學校法政系畢業，退休外交官兼國際法專家，旅居舊金山灣區，曾任精忠日報採訪主任、中央通訊社編譯、臺灣防衛司令部宣傳部長、孫立人隨從秘書、軍校及憲校教官、政治作戰學校教授、立法院秘書、駐澳大利亞布里斯本領事及駐泰國台北經濟文化辦事處代表等職。
沈克勤於2007年12月將總共四大箱收集的孫案相關文件，包括為孫立人作秘書期間的日記、孫立人演講原稿、日常行程記錄、珍貴的「緬甸作戰報告」及孫立人抗日期間在緬甸大勝的仁安羌及其他幾場戰役資料捐給史丹福大學胡佛研究所。又在2009年6月8日捐出擔任孫立人秘書時所記手稿，著作《使泰20年》、《南海書稿》以及珍貴藏書《國父墨蹟》，李登輝著《台灣農業經濟論文集》、《蔣氏家譜》以及在中國大陸的孫立人舊屬所編之《印緬抗戰》一套三冊，交給史丹佛大學胡佛研究所，該研究所研究員林孝庭稱譽為珍貴史料。

## 生平
沈克勤成長於烽火連天的八年抗戰時期，在徐州會戰後，成為流亡學生，並接觸到孫立人的稅警第一團，後進入中央政治學校念書。抗戰結束後，沈到安徽省政府工作，但因國共戰亂暫留南京，在此見到孫立人，不久來到臺灣，成為孫立人轄下，陸軍訓練司令部新聞處上尉科員。
1950年，孫立人升任陸軍總司令，仍兼陸軍訓練司令、第四軍官訓練班主任暨臺灣防衛總司令，一身任四要職，這是孫一生中掌握軍權最盛的時期。就在此時，沈克勤調任孫立人的隨從秘書，形影不離，一直到他調任總統府參軍長，長達四年之久。
2020年9月9日於美國加州庫比蒂辭世，享壽99歲。

## 追隨孫立人
由於孫立人清華大學出身，在美國大學、軍校畢業；當時陸軍總部，經孫立人多方延攬，留學英美人才眾多。如：撰寫專論文章有清華教授馬國驥，軍事方面有伯泉，撰寫英文函件有政大外交系主任陳石孚及英文中國郵報總主筆陳欽仁，其他還有口譯專家吳炳鐘，兩名隨從參謀溫哈熊、曾日孚，擔任對外聯絡工作，胡獻群任編譯處長。
沈克勤因業務關係，經常與美軍顧問打交道，而孫立人部屬周遭留英、留美人物居多，開啟沈克勤學習英文興趣，刻苦學習，後來發覺軍旅生活非志趣之所在，藉著陸軍總部舉辦留美軍官考試，離開陸軍。回國後，沈克勤到新復校的憲兵學校擔任教官，參與擬訂教學課程計畫，又因美國「軍政府」理論、實踐的翻譯，再行赴美學習，回國後在政工幹校設立「戰地政務」班，召集各級政府官員前來受訓。沈克勤平時仍經常隨同孫立人出差，在孫立人離開陸軍總司令職位後，親身目睹「孫立人兵變案」種種冷暖差別，沈認為軍中生涯再無可戀，脫下軍裝的心思愈來愈重。
沈克勤屢次努力申請離職，均遭打回票，索性白天不去上班，與黃天才、陸以正等人開設「臺灣翻譯服務社」，為客戶翻譯文件，按照字數收取翻譯費，也曾開設補習班、及把臺灣每天的商情，摘要譯成英文，專供在臺外商參考。但沈所屬憲兵司令部不准他離職，沈又做了一陣子的憲兵司令部附員，每日心情苦悶。原本經人介紹，調到總統府第一局工作，但秘書長張群認為沈曾擔任過孫立人隨從秘書，在蔣中正身邊工作，不能有任何差錯，駁回沈的調職。後來沈考上中央社編譯人員，憲兵司令部又反對沈離職，該部與中央社發生衝突，最後以夜間兼職編譯業務作結，在中央社一直做了四年多。沈認為中央社在社長蕭同茲的領導下，有一種樸實苦幹的風氣，沒有人事糾紛，只有工作好壞之分；沈也自覺在工作磨練下，自己的中英文有很大的進步。
沈克勤一直千方百計地企圖離開軍職，但軍方部分人員似乎不願沈離職，對沈的阻力不小。1957年，立法院去函憲兵司令部，徵調沈克勤到立法院外交委員會擔任秘書；憲兵方面以沈為留美軍官，不准沈離開軍職，沈回憶當時的感覺：「這時我愣了，好像一聲雷響，打斷了我的生機。」幾經貴人協助，國防部終於同意沈退伍。沈當時就像「犯人得到釋放的消息一樣，軍服終於脫掉了。」
在沈克勤拼命要離開軍隊的時候，有一次聽說孫立人在三軍總醫院住院，趁隨護人員不注意下溜進去病房，探詢病情。沈克勤回憶：

看到孫夫人在一旁，一時靈感，我就對老總說：「佛家主張忘我，一個人在病中或在困境，倘能忘我，則可消除一切煩惱苦難。」我話還未說完，但見老總突然用手向桌上一拍，大聲的責怪我說：「大家都忘我了，國家由誰去救！」我聽了，心中一陣酸痛，幾乎掉下淚來。我想「國家都已經不要你了，你還要去救國！」我還能再說什麼呢？就辭退了出來。

## 編著
著作：
- 《國際法》
- 《使泰二十年》
- 《孫立人傳》

編輯：
- 《南海諸島歷史叢書》
- 《孫立人將軍永思錄》
- 《孫立人將軍緬甸作戰實錄》
- 《孫立人將軍鳳山練軍實錄》

## 外部連結
- 沈克勤：蔣日記公開 還孫立人公道

1. ↑  .   [2020-09-18]. （原始内容存档于2021-01-08）.